# Pozorrubio de Santiago
Pozorrubio de Santiago egy község Spanyolországban, Cuenca tartományban. Pozorrubio de Santiago Villamayor de Santiago, Horcajo de Santiago, Torrubia del Campo és Uclés községekkel határos. Lakosainak száma 309 fő (2024).

## Népesség
A település népessége az utóbbi években az alábbiak szerint változott:
| Lakosok száma | 493  | 446  | 424  | 394  | 387  | 355  | 341  | 323  | 322  | 309  |
|               | 2001 | 2004 | 2006 | 2009 | 2011 | 2014 | 2016 | 2019 | 2021 | 2024 |